# مركز عبد الله الحوراني للدراسات والتوثيق
مركز عبد الله الحوراني للدراسات والتوثيق هو مركز أبحاث فلسطيني، يقع في غزة. يتبع منظمة التحرير الفلسطينية.

## التاريخ
أصدر الرئيس الفلسطيني السابق ياسر عرفات قرارا بإنشاء مركز سمي المركز القومي للدراسات والتوثيق يتبع له مباشرة بقرار رئاسي رقم 89 لعام 1997. وفي الذكرى السنوية الثانية لرحيل عبد الله الحوراني، أصدر الرئيس محمود عباس مرسوما رئاسيا في 5 أغسطس 2012، بتغيير مسمى المركز القومي للدراسات والتوثيق إلى مركز عبد الله الحوراني للدراسات والتوثيق، تكريما لجهود الحوراني في خدمة القضية الفلسطينية.

## تدمير المبني
قصفت طائرات القوات الجوية الإسرائيلية عمارة الخزندار في حي الرمال وسط غزة في 4 مايو 2019.حيث قصفت بعدد من الصواريخ، وتتكون العمارة من عدة طوابق، حيث تضم مكاتب إعلامية وجمعيات خيرية ومركز عبدالله الحوراني للدراسات والتوثيق التابع لمنظمة التحرير الفلسطينية. ادى القصف الى تدمير العمارة بالكامل كما تضرر عدد من المباني المجاورة.

## الهدف من تأسيس مركز عبد الله الحوراني للدراسات والتوثيق
- كمركز للدراسات حول القضايا السياسية والفكرية والاجتماعية المتعلقة بالقضية الفلسطينية ماضياً وحاضراً ومستقبلاً.
- جمع وحصر الوثائق المتعلقة بفلسطين والموجودة في الوطن العربي وفي العالم بالتعاون والتنسيق مع الجهات المختصة.
- توثيق لتاريخ الحركة الوطنية الفلسطينية ونضال الشعب الفلسطيني.
- توثيق تاريخ فلسطين والقضية الفلسطينية من النواحي السياسية والاقتصادية والاجتماعية والثقافية.

- توثيق انتهاكات الاحتلال الإسرائيلي بحق الشعب الفلسطيني.